# Jay Bennett
Pour les articles homonymes, voir Bennett.
Jay Bennett, né Jay Shapiro le 24 décembre 1912 à New York et mort le 27 juin 2009 à Cherry Hill dans le New Jersey, est un écrivain américain, auteur de pièce radiophonique, de roman policier et de littérature d'enfance et de jeunesse.

## Biographie
Il fait ses études à Brooklyn dans l'Hebrew Institute of Boro Park (en), à la James Madison High School (Brooklyn) (en), puis à l'université de New York. En raison de la Grande Dépression de 1929, il interrompt ses études et erre à travers les États-Unis à la recherche de petits boulots. À son retour à New York, il se consacre à l'écriture.
Il commence par écrire des scénarios de pièces radiophoniques. Pendant la Seconde Guerre mondiale, de 1942 à 1945, il travaille pour le United States Office of War Information. Après la guerre, il se tourne vers le théâtre et voit deux de ses pièces produites à Broadway et à Londres. Au début de la télévision, il écrit des scénarios pour les séries télévisées Monodrama Theater (en), Harlem Detective et Alfred Hitchcock présente.
En 1959, il publie son premier roman Catacombes (Catacombs) qui est selon Claude Mesplède et Jean-Jacques Schleret « un suspense bien ficelé qui n'aurait pas déplu à Alfred Hitchcock » . Ce roman est adapté en 1965 sous son titre original par Gordon Hessler. Il publie deux autres romans policiers, dont L'École des parias (Death Is a Silent Room), avant de se consacrer à la littérature pour la jeunesse. Avec Crime posthume (The Long Black Coat), paru en 1974, et Témoin en sursis (The Dangling Witness), paru en 1975, il obtient deux prix Edgar-Allan-Poe du meilleur roman pour la jeunesse.

## Œuvre

### Romans policiers
- Catacombs, 1959
  - Catacombes, coll. « Le Cachet » no 2, Éditions de Trévise, 1960
- Murder Money, 1963
- Death Is a Silent Room, 1965
  - L'École des parias, Série noire no 1118, Gallimard, 1967

### Littérature d’enfance et de jeunesse
- Deathman, Do Not Follow Me, 1968
- The Deadly Gift, 1969
- Masks: A Love Story, 1972
- The Killing Tree, 1972
- Shadows Offstage, 1974
- The Long Black Coat, 1974 (Prix Edgar-Allan-Poe 1974 meilleur roman pour la jeunesse)
  - Crime posthume, Les Maîtres de l'aventure, Rageot, 1989
- The Dangling Witness, 1975 (Prix Edgar-Allan-Poe 1975 meilleur roman pour la jeunesse)
  - Témoin en sursis, Poche rouge, 1976, réédition sous le titre L'Impasse du crime, collection Cascade, Rageot, 1991
- Say Hello to the Hit Man, 1976
  - Allô ! Ici le tueur, Les Maîtres de l'aventure, Éditions de l'Amitié, 1986, rééditions collection Cascade, Rageot, 1989, collection Heure noire, Rageot, 2004
- The Birthday Murderer, 1977
- The Pigeon, 1980
- The Executioner, 1982
- Slowly, Slowly, I Raise the Gun, 1983
- I Never Said I Loved You, 1984
- The Death Ticket, 1985
- To Be a Killer, 1985
- The Skeleton Man, 1986
- The Haunted One, 1989
- Sing Me a Death Song, 1990
- Dark Corridor, 1990
- Skinhead, 1991
- Coverup, 1991
- Death Grip, 1993
- The Hooded Man, 1993

### Nouvelles de littérature d’enfance et de jeunesse
- The Most Dishonest Thing, 1973
- I Don't Understand, 1974
- A Million Dollar Caper, 1976
- The Guiccioli Miniature, 1991
- My Brother's Keeper, 1997

### Roman signé Steve Rand
- All Her Vices, 1961

## Filmographie
- 1953 : 28 épisodes de la série télévisée Monodrama Theater (en)
- 1953 - 1954  : série télévisée Harlem Detective
- 1957 : 1 épisode de la série télévisée Alfred Hitchcock présente réalisé par Herschel Daugherty
- 1965 : Catacombs (film, 1965) (en), adaptation du roman éponyme réalisée par Gordon Hessler

## Sources
- Claude Mesplède, Les Années Série noire vol.3 (1966-1972) Encrage « Travaux » no 22, 1994
- Claude Mesplède et Jean-Jacques Schleret, SN Voyage au bout de la Noire, Futuropolis, 1982, p. 32.